# برينان براون
برينان براون (بالإنجليزية: Brennan Brown)‏ هو ممثل أمريكي، ولد في 23 نوفمبر 1968 بلوس أنجلوس في الولايات المتحدة.

## أعمال

### أفلام
- (2009) أنا أحبك فيليب موريس
- (2011) انفصال[1]
- (2015) التركيز[2][3][4]

### مسلسلات
- اختلال ضال
- الإبتدائية[5][6][7]
- الرجل في القلعة العالية
- ذا غود وايف
- فتاة النميمة
- قانون ونظام

## وصلات خارجية
- برينان براون على موقع IMDb (الإنجليزية)
- برينان براون على موقع ألو سيني (الفرنسية)
- برينان براون على موقع أول موفي (الإنجليزية)
- برينان براون على موقع قاعدة بيانات برودواي على الإنترنت (الإنجليزية)
- برينان براون على موقع قاعدة بيانات الأفلام السويدية (السويدية)
- برينان براون على موقع قاعدة بيانات الفيلم (الإنجليزية)
- برينان براون على موقع كينوبويسك (الروسية)